# Єлтай (Урджарський район)
Єлта́й (каз. Елтай) — село у складі Урджарського району Абайської області Казахстану. Адміністративний центр та єдиний населений пункт Єлтайського сільського округу.
Населення — 1579 осіб (2021; 1753 у 2009, 2507 у 1999, 2456 у 1989).
Національний склад станом на 1989 рік:
- казахи — 100 %